# Liste gambischer Politiker
Die Liste gambischer Politiker enthält alphabetisch geordnet die Namen lebender wie verstorbener Politiker im westafrikanischen Staat Gambia, die einen Ministerposten innehatten, zum Amt des Präsidenten kandidierten oder eine ähnliche hohe politische Funktion innehatten.

## A
- Axi Gai, Mass

## B
- Badjie, Fatim (* 1983)
- Badjie, Ousman (* 1967)
- Bah, Samba D (1948–2008)
- Bah, Hamat (* 1960)
- Bajo, Lamin Kaba (* 1964)
- Bala-Gaye, Musa Gibril (* 1946)
- Bensouda, Amie (* 1957)
- Bensouda, Fatou (* 1961)
- Bidwell, Belinda (1936–2007)
- Bojang, Lamin (* 1952)
- Bojang, Lamin (* 1954)
- Bojang, Momodou

## C
- Camara, Assan Musa (1923–2013)
- Ceesay, Ebrima
- Ceesay, Momodou Nai (* 1951)
- Ceesay, Ousman Koro († 1995)
- Ceesay, Sulayman Masanneh (1939–2015)
- Ceesay-Marenah, Coumba
- Cham, Abdoulie (* 1960)
- Cham, Mamadou Cadi
- Cham, Momodou Kotu (* 1953)
- Colley, Abdou → Abdou Kolley
- Colley, Angela (* 1964)
- Colley, Yankuba (1960–2024)

## D
- D’Almeida, Ralphina († 2017)
- Dabo, Bakary Bunja
- Dabo, Musa S.
- Darboe, Ousainou (* 1948)
- Dibba, Sheriff Mustapha (1937–2008)
- Dumbuya, Fasainey

## F
- Faal-Sonko, Aminah (* 1954)
- Faal, Samba (* späte 1950er Jahre)
- Faye, Fatou Lamin (* 1954)
- Faye, John Colley
- Foon, Momodou S.
- Fye, Sheikh Omar (1889–1959)
- Fye, Sheikh Omar (* 1960)

## G
- Garba-Jahumpa, Bala (* 1958)
- Garba-Jahumpa, Ibrahima Momodou
- Gassama, Yankuba (* 1958)
- Gaye, Abubacarr (1951–2010)
- Gomez, Edward
- Gomez, Sheriff (* um 1960)
- Grey-Johnson, Crispin (* 1946)

## H
- Hydara, Sadibou (1964–1995)
- Hydara, Sheikh Tijan

## J
- Jabang, Lamin Kitty (* 1942)
- Jagne, Baboucarr-Blaise (* 1955)
- Jahumpa-Ceesay, Fatoumatta (* 1957)
- Jaiteh, Teneng Mba (* 1963)
- Jallow, Baboucarr H. M.
- Jallow, Hassan Bubacar (* 1951)
- Jallow, Mariatou (* 1954)
- Jallow, Momodou C.
- Jallow, Momodou Kebba
- Jallow, Momodou Sarjo
- Jallow, Omar A.
- Jammeh, Ousman (* 1953)
- Jammeh, Yahya (* 1965)
- Janneh, Amadou Scattred (* 1962)
- Janneh, Amulie (1935–2009)
- Jatta, Baboucarr (* 1960)
- Jarju, Malafi († 2020)
- Jatta, Fabakary (* 1952)
- Jatta, Famara (1958–2012)
- Jatta, Sidia (* 1945)
- Jawara, Dawda (1924–2019)
- Jeng, Pa Sallah
- Jobe, Maba (1964–2023)
- Jobe, Momodou Lamin Sedat (1944–2025)
- Jobe-Njie, Fatou Mass (* um 1966)
- Joiner, Julia Dolly (* 1956)
- Joof Conteh, Amie
- Joof, Alieu Ebrima Cham (1924–2011)
- Joof, Joseph Henry (* 1960)
- Jow, Ajaaratou Satang (* 1943)
- Juwara, Lamin Waa

## K
- Kah, Momodou Seedy
- Kah, Yusupha
- Kelepha-Samba, Ibrahima B. A. (1915–1995)
- Khan, Omar
- Kambi, Khalifa (1955–2011)
- Keita, Margaret (* 1960)
- Kolley, Abdou (* 1970)

## M
- MacDouall-Gaye, Neneh (* 1957)
- Marong, Mustapha
- M’Bai, Fafa Edrissa (1942–2025)
- Mbenga, Musa (* 1961)
- Mboob, Sulayman Sait (* 1948)
- Mbowe, Tamsir (* 1964)
- Mendy, Dominic (* 1959)

## N
- Ndong-Jatta, Ann Therese (* 1956)
- Ndow-Njie, Sirra Wally
- N’gum, Alieu (* 1950)
- N’Jie, Alieu Badara (1904–1982)
- Njie, Bakary K.
- N’Jie, Louise (1922–2014)
- Njie, Mambury (* 1962)
- Njie, Nancy (* 1965)
- Njie, Omar († 2002)
- N’Jie, Pierre Sarr (1909–1993)
- Njie Saidy, Isatou (* 1952)

## P
- Peters, Femi (um 1946–2018)

## S
- Saho, Antouman (* 1950)
- Saine-Firdaus, Marie (* 1973)
- Sallah, Abdoulie (* 1944)
- Sallah, Halifa (* 1953)
- Sallah, Hassan (1948–2006)
- Sallah, Momodou Y. M. (* 1952)
- Sambou, Ismaila (1948–2024)
- Sanneh, Kanja (* 1958)
- Sanneh, Sidi Moro (* 1947)
- Sanneh-Bojang, Nyimasata (1941–2015)
- Sanyang, Kebba
- Sanyang, Kukoi Samba (1952–2013)
- Secka, Pap Cheyassin (1942–2012)
- Seckan, Eduwarr
- Sey, Omar (1941–2018)
- Sillah, Jato (* 1962)
- Sillah, Musa
- Singhatey, Edward (* 1968)
- Singhateh, Farimang Mamadi (1912–1977)
- Sisay-Sabally, Hawa
- Sock, Raymond C. (* 1946)
- Sonko, Bolong
- Sonko, Ousman (* 1969)

## T
- Taal, Bai-Mass (* 1947)
- Taal, Saja (1944–2014)
- Tamba, Pierre Biram (* 1957)
- Tambajang, Fatoumata (* 1949)
- Tangara, Mamadou (* 1965)
- Touray, Ganyie (* 1950)
- Touray, Omar (* 1965)
- Touray, Yankuba (* 1966)

## W
- Wadda Mustapha B. (1930–2010)
- Waffa-Ogoo, Susan (* 1960)